# Robert Roosens
Robert Pierre Octave Jules Roosens (Antwerpen, 20 augustus 1912 - 27 november 1991) was een Belgisch politicus voor de Volksunie.

## Levensloop
Geboren in een Antwerpse familie van officieren, volgde Roosens de humaniora in het Sint-Jan Berchmanscollege in Antwerpen. Hij promoveerde in 1935 tot doctor in de geneeskunde en in 1936 tot licentiaat in de lichamelijke opvoeding, na studies aan de Katholieke Universiteit Leuven, de Rijksuniversiteit Gent en de ULB. Hij werd beroepshalve arts.
In Antwerpen speelde hij een rol in de Geneeskundige Vereniging, de belangrijkste afdeling van het Algemeen Vlaamsch Geneesherenverbond. Dit verbond speelde een rol binnen de in 1942 door de bezetter opgerichte Orde van Geneesheren en werd hierom na de Tweede Wereldoorlog ontbonden. Hij richtte toen met anderen het Vlaams Geneesherenverbond op, waarin hij gedurende meer dan twintig jaar een leidende rol vervulde.
Actief geworden in de Volksunie, was hij van 1959 tot 1965 lid van de Antwerpse Commissie voor Openbare Onderstand. In 1961 werd hij in het arrondissement Antwerpen de eerste rechtstreeks verkozen Volksunie-senator en vervulde dit mandaat tot in 1973. Hij was voorzitter van de Volksuniefractie in de Senaat. In de periode december 1971-december 1973 had hij als gevolg van het toen bestaande dubbelmandaat ook zitting in de Cultuurraad voor de Nederlandse Cultuurgemeenschap, die op 7 december 1971 werd geïnstalleerd en de verre voorloper is van het Vlaams Parlement.